# St. Lawrence (Dakota del Sur)
St. Lawrence es un pueblo ubicado en el condado de Hand en el estado estadounidense de Dakota del Sur. En el Censo de 2010 tenía una población de 198 habitantes y una densidad poblacional de 222,88 personas por km².

## Geografía
St. Lawrence se encuentra ubicado en las coordenadas 44°31′00″N 98°56′16″O / 44.51667, -98.93778. Según la Oficina del Censo de los Estados Unidos, St. Lawrence tiene una superficie total de 0.89 km², de la cual 0.89 km² corresponden a tierra firme y (0%) 0 km² es agua.

## Demografía
Según el censo de 2010, había 198 personas residiendo en St. Lawrence. La densidad de población era de 222,88 hab./km². De los 198 habitantes, St. Lawrence estaba compuesto por el 98.99% blancos, el 0% eran afroamericanos, el 0.51% eran amerindios, el 0% eran asiáticos, el 0% eran isleños del Pacífico, el 0% eran de otras razas y el 0.51% pertenecían a dos o más razas. Del total de la población el 0% eran hispanos o latinos de cualquier raza.